# Montpellier Hérault Sport Club 2015-2016 (femminile)
Questa voce raccoglie le informazioni riguardanti la squadra femminile del Montpellier Hérault Sport Club nelle competizioni ufficiali della stagione 2015-2016.

## Divise e sponsor
La grafica riproponeva l'abbinamento cromatico adottato dal Montpellier maschile. Main sponsor era il logo Sud de France, mentre lo sponsor tecnico, fornitore delle tenute da gioco, era Nike.
| Casa | Trasferta |

## Organigramma societario
Area tecnica
- Allenatore: Jean-Louis Saez
- Vice allenatore: Aurore Aldon
- Preparatore dei portieri:
- Preparatore atletico: Eric Nicolas
- Fisioterapista: Arnaud Barbier

## Rosa
Rosa, ruoli e numeri di maglia come da sito ufficiale, aggiornati al 25 settembre 2016.
| N. |                        | Ruolo | Calciatrice                 |
| -- | ---------------------- | ----- | --------------------------- |
| 1  | Francia (bandiera)     | P     | Solène Durand               |
| 3  | Francia (bandiera)     | D     | Kelly Gadéa                 |
| 4  | Francia (bandiera)     | D     | Marion Torrent              |
| 5  | Francia (bandiera)     | D     | Laura Agard                 |
| 7  | Giappone (bandiera)    | C     | Rumi Utsugi                 |
| 8  | Francia (bandiera)     | C     | Sandie Toletti              |
| 9  | Francia (bandiera)     | A     | Laëtitia Tonazzi (capitano) |
| 10 | Brasile (bandiera)     | C     | Andressa Alves              |
| 11 | Stati Uniti (bandiera) | D     | Genessee Daughetee          |
| 13 | Francia (bandiera)     | D     | Marion Romanelli            |
| 14 | Spagna (bandiera)      | C     | Virginia Torrecilla         |

| N. |                    | Ruolo | Calciatrice           |
| -- | ------------------ | ----- | --------------------- |
| 16 | Francia (bandiera) | P     | Laëtitia Philippe     |
| 17 | Svezia (bandiera)  | C     | Sofia Jakobsson       |
| 18 | Francia (bandiera) | A     | Marie-Charlotte Léger |
| 20 | Francia (bandiera) | A     | Viviane Asseyi        |
| 21 | Francia (bandiera) | A     | Valérie Gauvin        |
| 23 | Svezia (bandiera)  | D     | Linda Sembrant        |
| 26 | Francia (bandiera) | D     | Sakina Karchaoui      |
| –– | Francia (bandiera) | A     | Marine Julian         |
| –– | Francia (bandiera) | P     | Elisa Launay          |
| –– | Francia (bandiera) | D     | Morgane Nicoli        |
| –– | Francia (bandiera) | C     | Manon Uffren          |

## Calciomercato

### Sessione estiva
| Acquisti | Acquisti              | Acquisti       | Acquisti   |
| R.       | Nome                  | da             | Modalità   |
| -------- | --------------------- | -------------- | ---------- |
| D        | Laura Agard           | Tolosa         | definitivo |
| D        | Marion Romanelli      | Albi Marssac   | definitivo |
| C        | Andressa Alves        | São José       | definitivo |
| C        | Virginia Torrecilla   | Barcellona     | definitivo |
| A        | Marine Julian         | Hénin-Beaumont | definitivo |
| A        | Marie-Charlotte Léger | Metz           | definitivo |

| Cessioni | Cessioni       | Cessioni          | Cessioni    |
| R.       | Nome           | a                 | Modalità    |
| -------- | -------------- | ----------------- | ----------- |
| P        | Iryna Zvaryč   | Zvezda 2005 Perm' | svincolata  |
| C        | Claire Lavogez | Olympique Lione   | definitivo  |
| A        | Marina Makanza | Turbine Potsdam   | definitivo  |
| A        | Lindsey Thomas | Basilea           | in prestito |
| A        | Meryll Wenger  | Metz              | definitivo  |

### Sessione invernale
| Acquisti | Acquisti     | Acquisti | Acquisti   |
| R.       | Nome         | da       | Modalità   |
| -------- | ------------ | -------- | ---------- |
| C        | Anouk Dekker | Twente   | definitivo |

| Cessioni | Cessioni | Cessioni | Cessioni |
| R.       | Nome     | a        | Modalità |
| -------- | -------- | -------- | -------- |
|          |          |          |          |

## Risultati

### Division 1

#### Girone di andata
| Arbitro: | Bartnik |

|  |           |                                                                        |
|  | Marcatori | 10’, 31’, 50’ Gauvin 15’ Jakobsson 58’ Andressa Alves 90’, 90+4’ Léger |

| Arbitro: | Mougeot |

|                                      |           |  |
| Léger 86’ Gauvin 89’ Jakobsson 90+2’ | Marcatori |  |

| Saint-Germain-en-Laye 13 settembre 2015, ore 15:00 CEST 3ª giornata | Paris Saint-Germain | 0 – 0 referto | Montpellier | Stadio Georges Lefèvre (1 066 spett.)\| Arbitro: \| Guillemin \| |
| Arbitro:                                                            | Guillemin           |               |             |                                                                  |

| Arbitro: | Vanstaevel |

|              |           |  |
| Sembrant 87’ | Marcatori |  |

| Arbitro: | Ily |

|  |           |                |
|  | Marcatori | 49’, 76’ Léger |

| Arbitro: | Maubacq |

|                                    |           |  |
| Jakobsson 14’ Léger 32’ Gauvin 81’ | Marcatori |  |

| Arbitro: | Bartnik |

|            |           |                          |
| Catala 29’ | Marcatori | 42’ Jakobsson 60’ Asseyi |

| Arbitro: | Mougeot |

|                                                                  |           |  |
| Andressa Alves 30’ Karchaoui 53’ Asseyi 66’ (rig.) Jakobsson 88’ | Marcatori |  |

| Arbitro: | Coppola |

|  |           |                                                        |
|  | Marcatori | 3’, 53’ Léger 23’, 33’ Tonazzi 61’, 72’ Andressa Alves |

| Arbitro: | Labadot-Cadinot |

|  |           |                                                            |
|  | Marcatori | 16’, 56’ Andressa Alves 40’ Tonazzi 60’ Léger 74’ Sembrant |

| Montpellier 6 dicembre 2015, ore 14:30 CET 11ª giornata | Montpellier | 0 – 0 referto | Olympique Lione | Stadio Bernard Gasset - Mama Ouattara (897 spett.)\| Arbitro: \| Bonnin \| |
| Arbitro:                                                | Bonnin      |               |                 |                                                                            |

#### Girone di ritorno
| Arbitro: | Mougeot |

|             |           |  |
| Tonazzi 81’ | Marcatori |  |

| Arbitro: | Lasalle |

|                |           |                       |
| Oparanozie 20’ | Marcatori | 11’ Tonazzi 14’ Léger |

| Arbitro: | Coppola |

|             |           |                         |
| Léger 90+3’ | Marcatori | 29’ Seger 57’ Cristiane |

| Arbitro: | Dallongeville |

|                |           |              |
| Peruzzetto 12’ | Marcatori | 25’ Sembrant |

| Arbitro: | Bonnin |

|                          |           |  |
| Jakobsson 50’ Asseyi 61’ | Marcatori |  |

| Arbitro: | Vanstaevel |

|                      |           |           |
| Cazeau 40’ Cazes 88’ | Marcatori | 64’ Agard |

| Arbitro: | Bonnin |

|                 |           |                                 |
| Soyer 4’ (aut.) | Marcatori | 28’ Thiney 48’ Diani 49’ Cayman |

| Arbitro: | Vanstaevel |

|  |           |                                      |
|  | Marcatori | 35’ Jakobsson 51’ Tonazzi 71’ Utsugi |

| Arbitro: | Dallongeville |

|                                                                             |           |  |
| Tonazzi 4’, 13’, 62’ Gauvin 20’ Asseyi 46’ Jakobsson 50’ Andressa Alves 73’ | Marcatori |  |

| Arbitro: | Guillemin |

|                                                            |           |  |
| Sembrant 8’ Gauvin 20’, 26’ Andressa Alves 43’ Tonazzi 65’ | Marcatori |  |

| Arbitro: | Guillemin |

|                  |           |               |
| D. Cascarino 57’ | Marcatori | 37’ Jakobsson |

### Coppa di Francia
| Montpellier 10 gennaio 2016, ore --:-- CET 2º turno federale                                                                                   | Montpellier | 12 – 0 referto | Véore Montoison | Stadio Bernard Gasset - Mama Ouattara |
| \| \| \| \| \| Karchaoui 6’ Dekker 29’ Tonazzi 34’, 55’, 68’ Léger 38’, 40’, 65’, 67’ Asseyi 70’ Torrecilla 80’ Toletti 84’ \| Marcatori \| \| |             |                |                 |                                       |
| |             |                |                 |                                       |
| Karchaoui 6’ Dekker 29’ Tonazzi 34’, 55’, 68’ Léger 38’, 40’, 65’, 67’ Asseyi 70’ Torrecilla 80’ Toletti 84’                                   | Marcatori   |                |                 |                                       |

| Arbitro: | Bartnik |

|                                         |           |                 |
| Léger 4’, 48’, 53’ Gadéa 67’ Uffren 73’ | Marcatori | 55’ Dias Veloso |

| Arbitro: | Vanstaevel |

|  |           |                                     |
|  | Marcatori | 22’ Asseyi 27’ Jakobsson 38’ Dekker |

| Arbitro: | Mougeot |

|                                          |           |             |
| Agard 84’ Gadéa 87’ Andressa Alves 90+5’ | Marcatori | 53’ Salomon |

| Arbitro: | Guillemin |

|                                                  |                      |                                          |
| Sembrant 49’ Léger 63’                           | Marcatori            | 75’ Delie 77’ Mittag                     |
| Toletti Tonazzi Sembrant Asseyi Utsugi Karchaoui | Tiri di rigore 4 – 3 | Delannoy Dali Cruz Seger Cristiane Delie |

| Arbitro: | Maubacq |

|             |           |                          |
| Andressa 2’ | Marcatori | 4’ Mbock Bathy 85’ Nécib |

## Statistiche

### Statistiche di squadra
| Competizione     | Punti | In casa | In casa | In casa | In casa | In casa | In casa | In trasferta | In trasferta | In trasferta | In trasferta | In trasferta | In trasferta | Totale | Totale | Totale | Totale | Totale | Totale | DR  |
| Competizione     | Punti | G       | V       | N       | P       | Gf      | Gs      | G            | V            | N            | P            | Gf           | Gs           | G      | V      | N      | P      | Gf     | Gs     | DR  |
| ---------------- | ----- | ------- | ------- | ------- | ------- | ------- | ------- | ------------ | ------------ | ------------ | ------------ | ------------ | ------------ | ------ | ------ | ------ | ------ | ------ | ------ | --- |
| Division 1       | 71    | 11      | 8       | 1       | 2       | 28      | 5       | 11           | 7            | 3            | 1            | 30           | 6            | 22     | 15     | 4      | 3      | 58     | 11     | +47 |
| Coppa di Francia | -     | 5       | 3       | 1       | 1       | 23      | 6       | 1            | 1            | 0            | 0            | 3            | 0            | 6      | 4      | 1      | 1      | 26     | 6      | +20 |
| Totale           | -     | 16      | 11      | 2       | 3       | 51      | 11      | 12           | 8            | 3            | 1            | 33           | 6            | 28     | 19     | 5      | 4      | 84     | 17     | +67 |

### Andamento in campionato
| Giornata  | 1 | 2 | 3 | 4 | 5 | 6 | 7 | 8 | 9 | 10 | 11 | 12 | 13 | 14 | 15 | 16 | 17 | 18 | 19 | 20 | 21 | 22 |
| --------- | - | - | - | - | - | - | - | - | - | -- | -- | -- | -- | -- | -- | -- | -- | -- | -- | -- | -- | -- |
| Luogo     | T | C | T | C | T | C | T | C | T | T  | C  | C  | T  | C  | T  | C  | T  | C  | T  | C  | C  | T  |
| Risultato | V | V | N | V | V | V | V | V | V | V  | N  | V  | V  | P  | N  | V  | P  | P  | V  | V  | V  | N  |
| Posizione | 2 | 2 | 2 | 2 | 2 | 2 | 2 | 2 | 2 | 2  | 2  | 2  | 2  | 3  | 3  | 3  | 3  | 4  | 3  | 3  | 3  | 3  |

Legenda:

Luogo: C = Casa; T = Trasferta. Risultato: V = Vittoria; N = Pareggio; P = Sconfitta.

### Statistiche delle giocatrici
| Giocatore     | Division 1 | Division 1 | Division 1  | Division 1 | Coppa di Francia | Coppa di Francia | Coppa di Francia | Coppa di Francia | Totale   | Totale | Totale      | Totale     |
| Giocatore     | Presenze   | Reti       | Ammonizioni | Espulsioni | Presenze         | Reti             | Ammonizioni      | Espulsioni       | Presenze | Reti   | Ammonizioni | Espulsioni |
| ------------- | ---------- | ---------- | ----------- | ---------- | ---------------- | ---------------- | ---------------- | ---------------- | -------- | ------ | ----------- | ---------- |
| A. Andressa   | 20         | 8          | 1           | 0          | 5                | 2                | 1                | 0                | 25       | 10     | 2           | 0          |
| L. Agard      | 20         | 1          | 0           | 0          | 6                | 1                | 0                | 0                | 26       | 2      | 0           | 0          |
| V. Asseyi     | 18         | 4          | 1           | 0          | 6                | 2                | 0                | 0                | 24       | 6      | 1           | 0          |
| G. Daughetee  | 4          | 0          | 0           | 0          | 2                | 0                | 0                | 0                | 6        | 0      | 0           | 0          |
| A. Dekker     | 4          | 0          | 1           | 0          | 4                | 2                | 0                | 0                | 8        | 2      | 1           | 0          |
| S. Durand     | 0          | 0          | 0           | 0          | 6                | -6               | 0                | 0                | 6        | -6     | 0           | 0          |
| K. Gadéa      | 16         | 0          | 2           | 0          | 4                | 2                | 1                | 0                | 20       | 2      | 3           | 0          |
| A. Gasnier    | 0          | 0          | 0           | 0          | 1                | 0                | 0                | 0                | 1        | 0      | 0           | 0          |
| V. Gauvin     | 15         | 8          | 2           | 0          | 1                | 0                | 0                | 0                | 16       | 8      | 2           | 0          |
| S. Jakobsson  | 20         | 9          | 1           | 0          | 5                | 1                | 0                | 0                | 25       | 10     | 1           | 0          |
| S. Karchaoui  | 20         | 1          | 2           | 1          | 6                | 0                | 0                | 0                | 26       | 1      | 2           | 1          |
| E. Laurent    | 1          | 0          | 0           | 0          | 2                | 0                | 0                | 0                | 3        | 0      | 0           | 0          |
| M-C. Léger    | 20         | 11         | 1           | 0          | 6                | 8                | 0                | 0                | 26       | 19     | 1           | 0          |
| M. Nicoli     | 1          | 0          | 0           | 0          | 0                | 0                | 0                | 0                | 1        | 0      | 0           | 0          |
| L. Philippe   | 22         | -11        | 0           | 0          | 0                | 0                | 0                | 0                | 22       | -11    | 0           | 0          |
| M. Romanelli  | 11         | 0          | 0           | 0          | 2                | 0                | 0                | 0                | 13       | 0      | 0           | 0          |
| L. Sembrant   | 22         | 4          | 0           | 0          | 5                | 1                | 0                | 0                | 27       | 5      | 0           | 0          |
| S. Toletti    | 19         | 0          | 2           | 0          | 3                | 1                | 0                | 0                | 22       | 1      | 2           | 0          |
| L. Tonazzi    | 11         | 10         | 0           | 0          | 3                | 3                | 0                | 0                | 14       | 13     | 0           | 0          |
| V. Torrecilla | 22         | 0          | 1           | 0          | 6                | 1                | 0                | 0                | 28       | 1      | 1           | 0          |
| M. Torrent    | 17         | 0          | 4           | 0          | 6                | 0                | 0                | 0                | 23       | 0      | 4           | 0          |
| M. Uffren     | 6          | 0          | 0           | 0          | 3                | 1                | 0                | 0                | 9        | 1      | 0           | 0          |
| R. Utsugi     | 12         | 1          | 1           | 0          | 2                | 0                | 0                | 0                | 14       | 1      | 1           | 0          |